# Walter Kollmann
Walter Kollmann (1932. június 17. – 2017. május 16.) világbajnoki bronzérmes osztrák, labdarúgó, hátvéd.
Az osztrák válogatott színeiben részt vett az 1952. évi nyári olimpiai játékokon, az 1954-es és az 1958-as labdarúgó-világbajnokságon.